# Christian Friedrich Lessing
Christian Friedrich Lessing (* 10. August 1809 in Groß-Wartenberg im Katzengebirge, Niederschlesien; † 13. März 1862 in Krasnojarsk, Sibirien) war ein preußischer, deutscher Arzt und Botaniker. Sein offizielles botanisches Autorenkürzel lautet „Less.“

## Leben
Sein Vater Carl Friedrich Lessing der Ältere (1778–1848) war Justizbeamter in Breslau, ab 1809 Kanzler des Gerichts der Freien Standesherrschaft Polnisch-Wartenberg. Seine Mutter Clementine geb. Schwarz (1783–1821) war Tochter des Regierungskanzlers des Fürsten Hatzfeldt in Trachenberg. Christian Friedrich Lessing war ein Großneffe des berühmten Dichters Gotthold Ephraim Lessing (1729–1781). Einer seiner Brüder war der Maler Carl Friedrich Lessing (1808–1880).
In seinem 1832 veröffentlichten Werk „Synopsis generum Compositarum …“ beschäftigte er sich mit der Pflanzenfamilie der Korbblütler (Asteraceae, früher Compositae genannt).
Er machte Forschungsreisen durch Lappland und Sibirien. 1862 starb er als Stadtarzt in Krasnojarsk.

## Ehrungen
Die Pflanzengattung Lessingia Cham. aus der Familie der Korbblütler (Asteraceae) wurde nach dem Dichter Gotthold Ephraim Lessing, nach dem Maler Carl Friedrich Lessing und nach ihm benannt.

## Werke
- Reise durch Norwegen nach den Loffoden durch Lappland und Schweden. Mylius, Berlin 1831.
- De generibus cynarocephalarum atque speciebus generis arctotidis: Dissertatio inauguralis botanica. Trowitzsch, Berlin 1832 (Dissertation, Universität Berlin, 1832).
- Synopsis generum Compositarum earumque dispositionis novae tentamen monographiis multarum capensium interjectis. Duncker & Humblot, Berlin 1832.